# Angren, Uzbekistan
Angren (tiếng Uzbek: Angren/Ангрен; tiếng Nga: Ангрен; tiếng Tajik: Ангрен) là một thành phố cấp huyện ở tỉnh Toshkent, miền đông Uzbekistan. Thành phố nằm trên sông Angren cách Tashkent 70 dặm (110 km) về phía đông. Nó được thành lập vào năm 1946 sau khi sáp nhập các làng Jigariston, Jartepa, Teshiktosh và Qoʻyxona. Diện tích của thành phố là 150 km2  còn dân số là 191.300 người (2021).
Có một số mỏ và nhà máy than lớn ở Angren trong thời kỳ Xô viết. Sau khi Liên Xô sụp đổ, phần lớn các nhà máy này bị bỏ hoang do thiếu chuyên gia, thiếu máy móc, quản lý yếu kém và mức thu nhập giảm. Điều này đã khiến Angren trở thành một thị trấn ma trong một thời gian. Tuy nhiên, những năm gần đây Angren đã phát triển trở lại.
Ngoài các cơ sở khai thác than, thành phố cũng có một nhà máy chế biến cao su và một nhà máy điện.

## Lịch sử
Tên hiện tại của thành phố là một dạng Nga hóa của từ ohangaron, có nghĩa là "thợ rèn" trong tiếng Ba Tư. Năm 1936, những cuộc thám hiểm địa chất đầu tiên đã được thực hiện ở thung lũng Angren. Năm 1940, mỏ than đầu tiên được xây dựng trong khu vực và đi vào hoạt động năm 1942. Năm 1941, Angren và Tashkent được kết nối bằng một tuyến đường sắt.
Trong Chiến tranh thế giới thứ hai, các làng Jigariston, Jartepa, Teshiktosh và Qoʻyxona đã được thành lập trong khu vực. Vào ngày 13 tháng 6 năm 1946, Xô viết tối cao của CHXHCNXV Uzbekistan đã ban hành sắc lệnh thành lập thành phố Angren từ những khu định cư này. Một trại cải tạo lao động (gulag) nằm cạnh thành phố.
Năm 1956, Angren được chuyển đến một khu vực khác cách 7–8 km (4,3–5,0 mi) về phía tây nam so với vị trí ban đầu.
Angren là một thành phố công nghiệp quan trọng của Liên Xô. Sau khi Liên Xô tan rã, phần lớn người dân tộc Nga và Tatar đã rời nơi này. Vào thập niên 1990, hầu hết các nhà máy trong thành phố đều bị đóng cửa do thiếu chuyên gia, thương mại giảm sút, máy móc cũ kỹ và quản lý yếu kém. Khi đó Angren thường được coi là một thị trấn ma.

## Địa lý
Angren nằm ở phía đông của tỉnh Toshkent, trên dòng sông cùng tên. Ở phía tây bắc Angren là dãy núi Chatkal. Ở phía nam và tây nam của thành phố là dãy núi Kurama. Những ngọn núi bao quanh Angren cao tới 2.500–3.500 m (8.200–11.500 ft) trên mực nước biển.
Khu vực hành chính Angren bao gồm thành phố Yangiobod và các khu định cư kiểu đô thị Krasnogorsk, Nurobod, Bekobod, Ohangaron, Chirchiq và Yangiyoʻl.

### Khí hậu
Thời tiết tương đối mát mẻ và có gió dễ chịu. Angren có khí hậu lục địa (phân loại khí hậu Köppen Dsa) với mùa đông lạnh và mùa hè nóng. Nhiệt độ trung bình tháng Bảy là 27 °C (81 °F). Nhiệt độ trung bình tháng Một là −2 °C (28 °F).
| Dữ liệu khí hậu của Angren         | Dữ liệu khí hậu của Angren | Dữ liệu khí hậu của Angren | Dữ liệu khí hậu của Angren | Dữ liệu khí hậu của Angren | Dữ liệu khí hậu của Angren | Dữ liệu khí hậu của Angren | Dữ liệu khí hậu của Angren | Dữ liệu khí hậu của Angren | Dữ liệu khí hậu của Angren | Dữ liệu khí hậu của Angren | Dữ liệu khí hậu của Angren | Dữ liệu khí hậu của Angren | Dữ liệu khí hậu của Angren |
| Tháng                              | 1                          | 2                          | 3                          | 4                          | 5                          | 6                          | 7                          | 8                          | 9                          | 10                         | 11                         | 12                         | Năm                        |
| ---------------------------------- | -------------------------- | -------------------------- | -------------------------- | -------------------------- | -------------------------- | -------------------------- | -------------------------- | -------------------------- | -------------------------- | -------------------------- | -------------------------- | -------------------------- | -------------------------- |
| Trung bình ngày tối đa °C          | 2                          | 4                          | 9                          | 16                         | 21                         | 27                         | 30                         | 30                         | 25                         | 18                         | 11                         | 4                          | 16                         |
| Tối thiểu trung bình ngày °C       | −7                         | −6                         | −1                         | 5                          | 8                          | 12                         | 14                         | 14                         | 9                          | 4                          | 0                          | −4                         | 4                          |
| Lượng Giáng thủy trung bình mm     | 53.5                       | 68.1                       | 57                         | 61.5                       | 50.9                       | 25.8                       | 21.8                       | 7.3                        | 9.3                        | 36.8                       | 60.4                       | 72                         | 524.4                      |
| Trung bình ngày tối đa °F          | 36                         | 39                         | 48                         | 61                         | 70                         | 81                         | 86                         | 86                         | 77                         | 64                         | 52                         | 39                         | 62                         |
| Trung bình ngày tối thiểu °F       | 19                         | 21                         | 30                         | 41                         | 46                         | 54                         | 57                         | 57                         | 48                         | 39                         | 32                         | 25                         | 39                         |
| Lượng Giáng thủy trung bình inches | 2.11                       | 2.68                       | 2.2                        | 2.42                       | 2.00                       | 1.02                       | 0.86                       | 0.29                       | 0.37                       | 1.45                       | 2.38                       | 2.8                        | 20.58                      |
| Nguồn:                             |                            |                            |                            |                            |                            |                            |                            |                            |                            |                            |                            |                            |                            |

## Nhân khẩu
Trước khi Liên Xô sụp đổ, Angren có một lượng dân cư đáng kể là người Nga. Dân số thành phố giảm trong những năm 1990 vì điều kiện sống thấp, nạn thất nghiệp và làn sóng di cư ồ ạt. Năm 2005, Angren có khoảng 130.000 người. Người Uzbek, người Tajik và người Nga là những nhóm dân tộc lớn nhất.

## Kinh tế
Thành phố là nơi có ngành công nghiệp khai thác than đáng kể. Trữ lượng than của Angren chiếm khoảng 1/4 nguồn cung cấp than của Trung Á. 2/3 lượng than của Angren được khai thác lộ thiên. Thành phố cũng có một nhà máy chế biến cao su và một nhà máy điện.

## Giáo dục
Viện Sư phạm Angren là cơ sở giáo dục đại học lớn nhất ở Angren. Thành phố cũng có các trường đại học kỹ thuật và y tế, một số viện học thuật, ba trường âm nhạc và một trường thể thao.

## Người nổi tiếng
- Bakhtiyar Gulyamov - Cựu đại sứ Uzbekistan tại Hoa Kỳ
- Alexander Geynrikh - Cựu cầu thủ bóng đá
- Ilyos Zeytulayev - Cựu cầu thủ bóng đá
- Osman Pashayev - Nhà báo Ukraina, người dân tộc Tatar Krym